# Alexander David

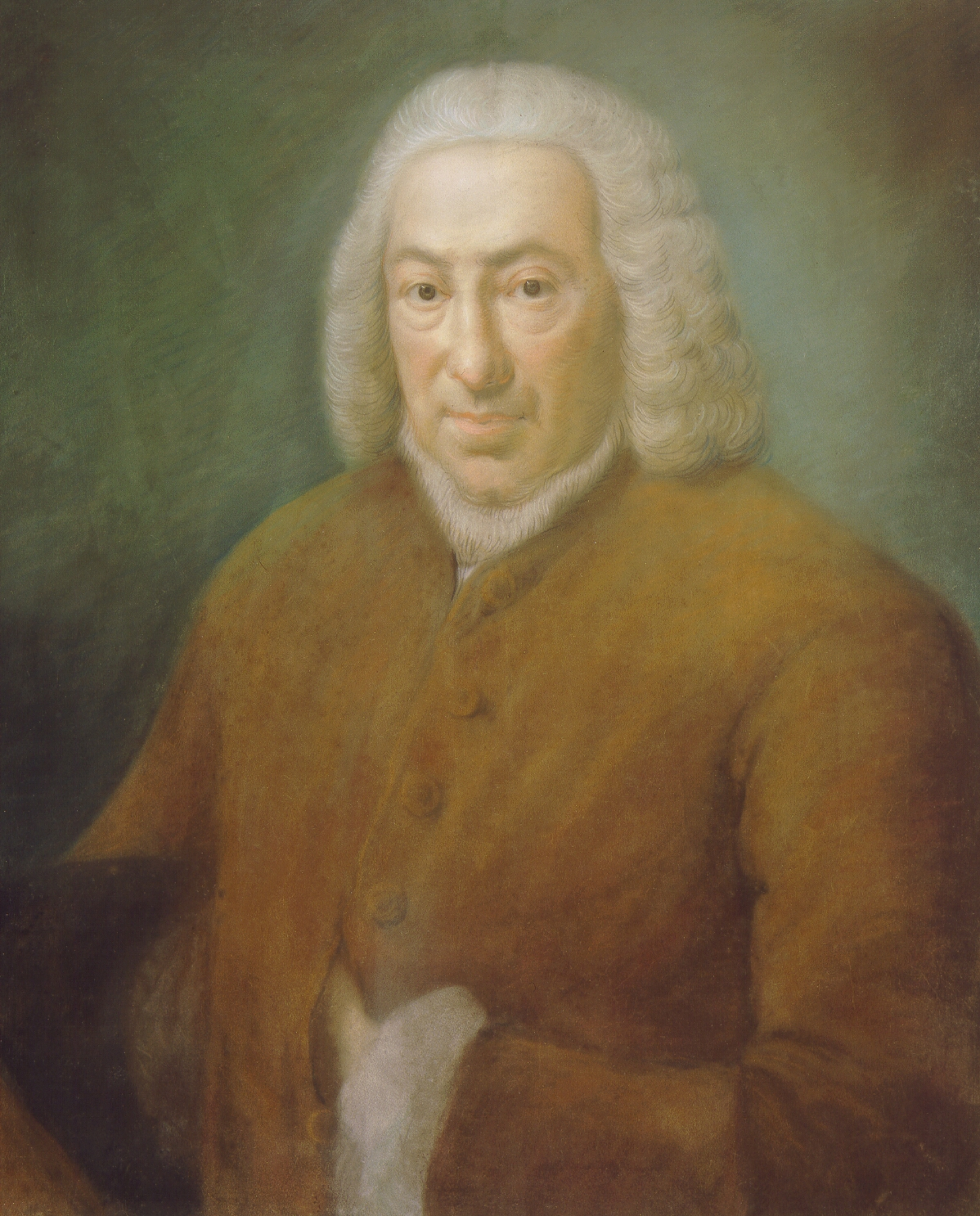
Alexander David um 1760

Alexander David (geboren am 17. Januar 1687 in Halberstadt; gestorben am 14. Oktober 1765 in Braunschweig) war herzoglicher braunschweigischer Hof- und Kammeragent und Kaiserlicher Faktor. Er war der Wiederbegründer der jüdischen Gemeinde in Braunschweig.

## Leben
Der in Halberstadt als Sohn des gelehrten David Alexander Federschneider geborene Alexander David stammte aus einer begüterten Schutzjudenfamilie. Seine Brüder Michael († 1758) und Abraham waren als Kammeragenten in Hannover und Kassel tätig.

### Braunschweiger Kammeragent
David kam 1707 nach Braunschweig, wo er zunächst auf den Widerstand der Stadt und ihrer Bürger traf. Als Kammeragent stand David unter dem Schutz Herzog Anton Ulrichs († 1714) und dessen Nachfolgers August Wilhelm († 1731). Dieser stellte ihm 1715 einen Schutzbrief auf Lebenszeit aus und ernannte ihn 1717 zum Hoflieferanten. David belieferte den Hof mit Luxusartikeln wie Stoffen, Juwelen und Gemälden, die vor Ort nicht erhältlich waren und durch Beauftragte in London, Paris oder Brüssel eingekauft wurden. Im Jahre 1716 wurde er Direktor der neu eingerichteten Tabakfabrik am Kohlmarkt. Seit 1722 war er Hofbankier und Berater in Finanzfragen und gewährte dem herzoglichen Hof Kredite. Während des Siebenjährigen Krieges war David auch als Heereslieferant tätig. Als herzoglicher Beamter unterstand er nicht der städtischen Gerichtsbarkeit. Zu den eingeräumten Sonderrechten gehörte, dass er ein Haus am Kohlmarkt kaufen durfte. Das Recht zum Erwerb von Grund und Boden wurde den Braunschweiger Juden erst 1808 zugestanden. Bis zu seinem Tod 1765 diente er fünf Braunschweiger Herzögen. Sein Nachfolger als herzoglicher Kammeragent wurde 1782 der aus Wolfenbüttel stammende Bankier Herz Samson (1738–1794), dessen Großvater Marcus Gumpel Moses Fulda (1660–1733) die dortige jüdische Gemeinde neu gegründet hatte.

### Neugründung der jüdischen Gemeinde
Um den privilegierten und wirtschaftlich erfolgreichen Hofjuden David entstand die neuere jüdische Gemeinde, nachdem die Juden 1546 aus der Stadt vertrieben worden waren. In seinem Wohn- und Geschäftshaus am Kohlmarkt 16 besaß David einen Betraum, den er sich auf Fürsprache des Pastors von St. Martini vom Rat genehmigen ließ. David erwarb das benachbarte Haus Kohlmarkt 12 zur späteren Einrichtung einer Synagoge, die zu seinen Lebzeiten vom Rat nicht genehmigt wurde. Bei seinem Tod besaß die 30 Familien zählende jüdische Gemeinde weder eine Synagoge noch einen eigenen Friedhof. David wurde in seinem Geburtsort Halberstadt beerdigt, wo damals eine der größten jüdischen Gemeinden Europas bestand. Sein Grab ist durch die Einebnung des jüdischen Friedhofs zur Zeit des Nationalsozialismus nicht mehr nachzuweisen. David trug für seinen Betraum eine Vielzahl von Kultgegenständen und wertvollen Handschriften zusammen und soll der erste private Sammler gewesen sein, der feine Ausstattungsgegenstände erwarb, um die Ausübung seiner Religion gemeinsam mit anderen Juden im Gebetsraum seines Hauses zu verschönern. Diese Sammlung, die er auch der christlichen Bevölkerung zugänglich machte, bildete den Grundstock des Jüdischen Museums im Braunschweigischen Landesmuseum.

## Familie
- Sohn David (* 1709) übernahm das väterliche Geschäft

- Sohn Abraham (1710–1785) war fürstlich-ansbachischer Hoffaktor in Fürth und Hoflieferant in Braunschweig

- Sohn Moses (um 1712–1755) alternativ Moses Braunschweig war Kaufmann und Talmudist in Frankfurt

- Sohn Napthali Herz († 1738) starb als Bräutigam

- Tochter Mathe war verheiratet mit Moses Levi in Amsterdam

- Tochter Hendel (um 1730–1808) war verheiratet mit Nathan Beer Isaac Kann

- Sohn Philipp (um 1730–1808) war Kaufmann in Altona und verheiratet mit seiner Cousine Krona David aus Kassel. Sein Sohn Moses war jüdischer Gelehrter, Direktor der Meyer’schen Schulstiftungen in Hannover und Geschäftsführer im „Fideicommisscomtoir“ des Bankhauses seines Onkels Meyer Michael David. Er war beteiligt am politischen und philosophischen Diskurs der Maskilim. Er ließ sich 1801 taufen, nannte sich seit 1816 Johann Jacob Martin Philippi und wurde kgl. preußischer Hofrat am Steuerdirektorium in Köln.

- Sohn Simon (1748–1814)

- Sohn Herz alias Karl Philipp Ferdinand Alexander (* 1755)

- Sohn Simson (1753–1813) alias Alexander Daveson oder Professor Karl Julius Lange (1755–1813) war Publizist, Mitarbeiter von Karl August von Hardenberg, Herausgeber der ersten deutschen, täglich erscheinenden Zeitung Telegraph in Berlin und enger Freund von Gotthold Ephraim Lessing[5]

## Weblink
- Alexander David. In: braunschweig.de. (mit Markierung des Grundstücks Kohlmarkt 16, „Alte Münze“, im Stadtplan).